# بحيرة إياسي
بحيرة إياسي (سابقًا (بالألمانية: Njarasasee)‏، "بحيرة نجاراسا" ، وهوهينلوهيسي ، "بحيرة هوهنلوه ") ، (بالسواحلية: Ziwa Eyasi)‏ هي بحيرة تقع في ولاية كاراتو [الإنجليزية] بإقليم أروشا في شمال تنزانيا. بحيرة إياسي هي أكبر مسطح مائي في منطقة أروشا. إنها بحيرة مالحة موسمية ضحلة داخلية على أرضية وادي الصدع الكبير عند قاعدة هضبة سيرينغيتي ، جنوب متنزه سيرينغيتي الوطني مباشرة وجنوب غرب منطقة نغورونغورو المحمية في مرتفعات كريتر [الإنجليزية] في تنزانيا. البحيرة مستطيلة، وموجهة من الجنوب الغربي إلى الشمال الشرقي، وتقع في فرع إياسي ومبير من وادي الصدع الكبير.

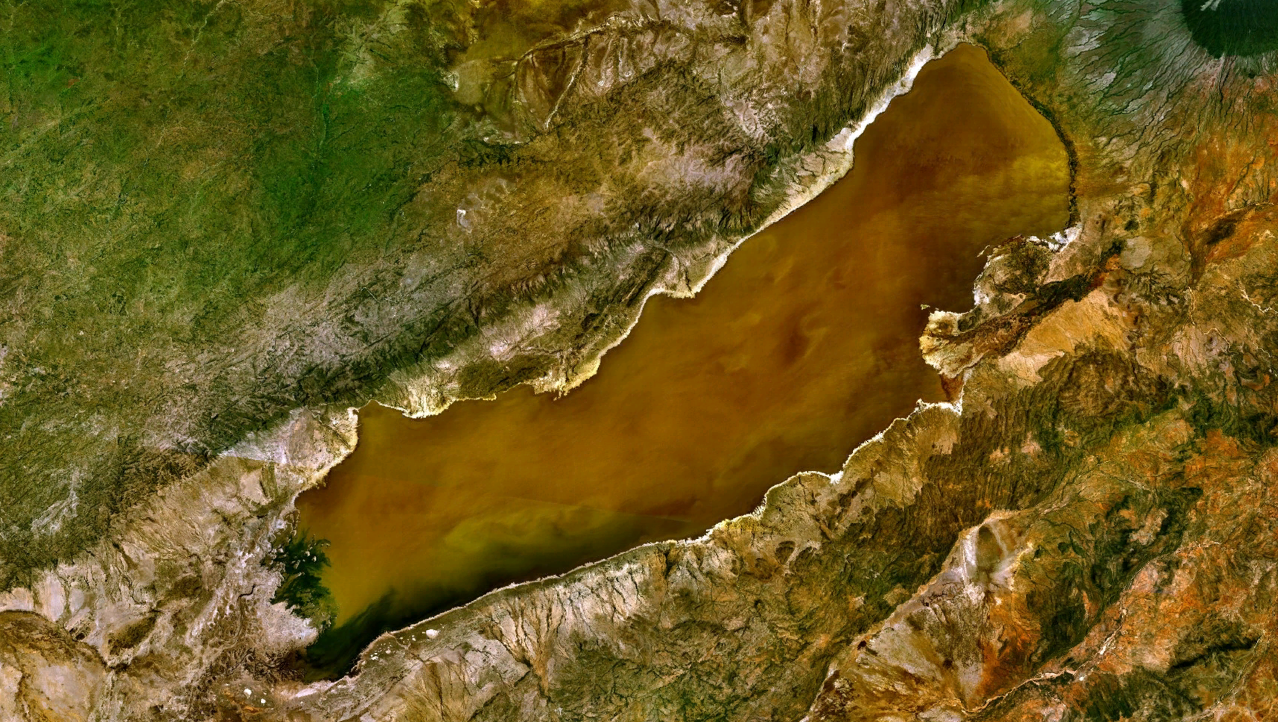
لقطة شاشة لبحيرة إياسي مأخوذة من ناسا ورلد ويند التابعة لناسا.